# Raúl Toro
Raúl Toro (Copiapó, 21 febbraio 1911 – Santiago del Cile, 30 ottobre 1982) è stato un calciatore cileno, di ruolo attaccante.

## Carriera
Con la sua Nazionale prese parte al Campeonato sudamericano nel 1937, nel 1939 e nel 1941. Nel 1937 fu capocannoniere della competizione con 7 reti.